# Lipljan

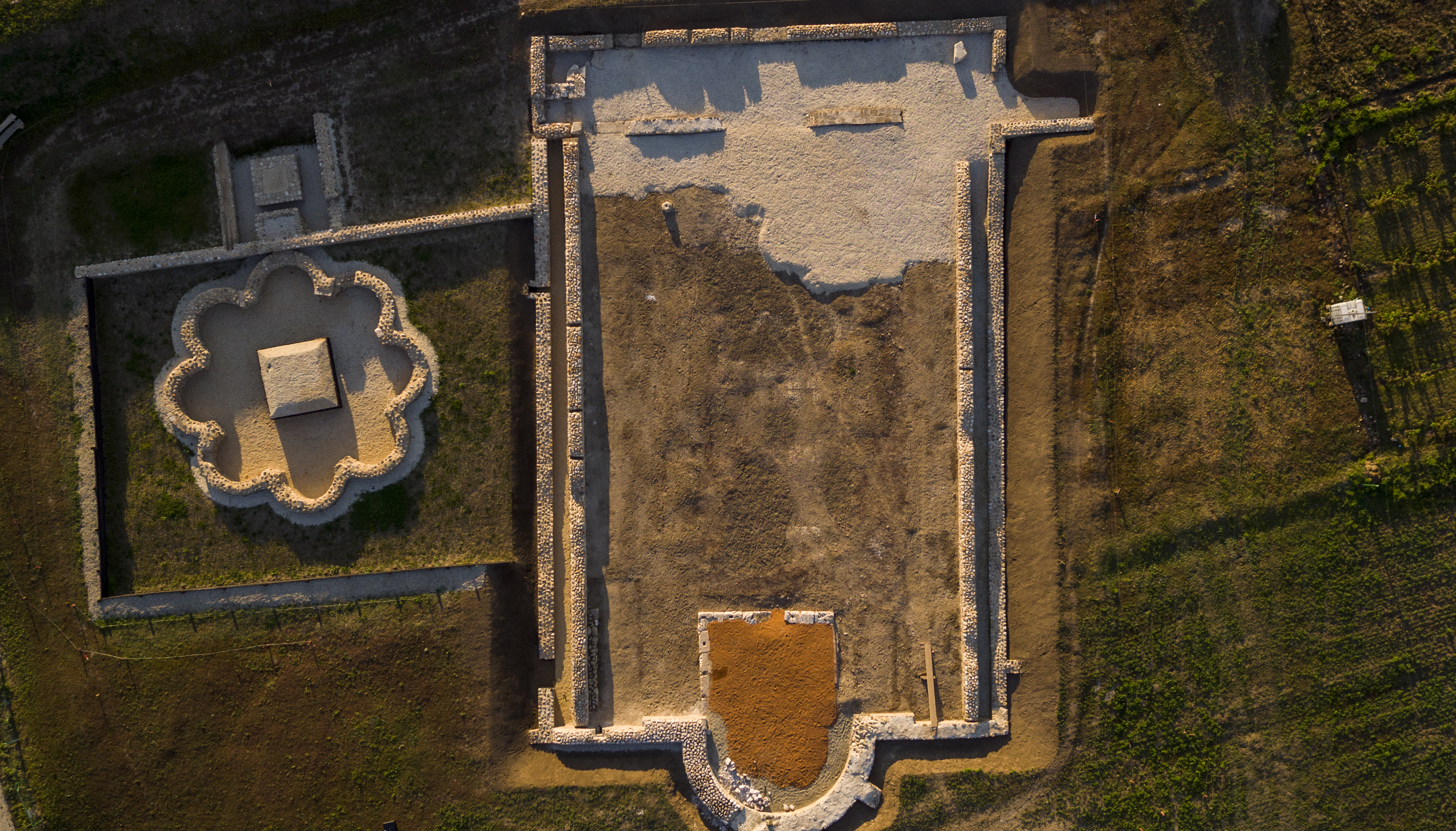
Ulpiana (stanowisko archeologiczne)

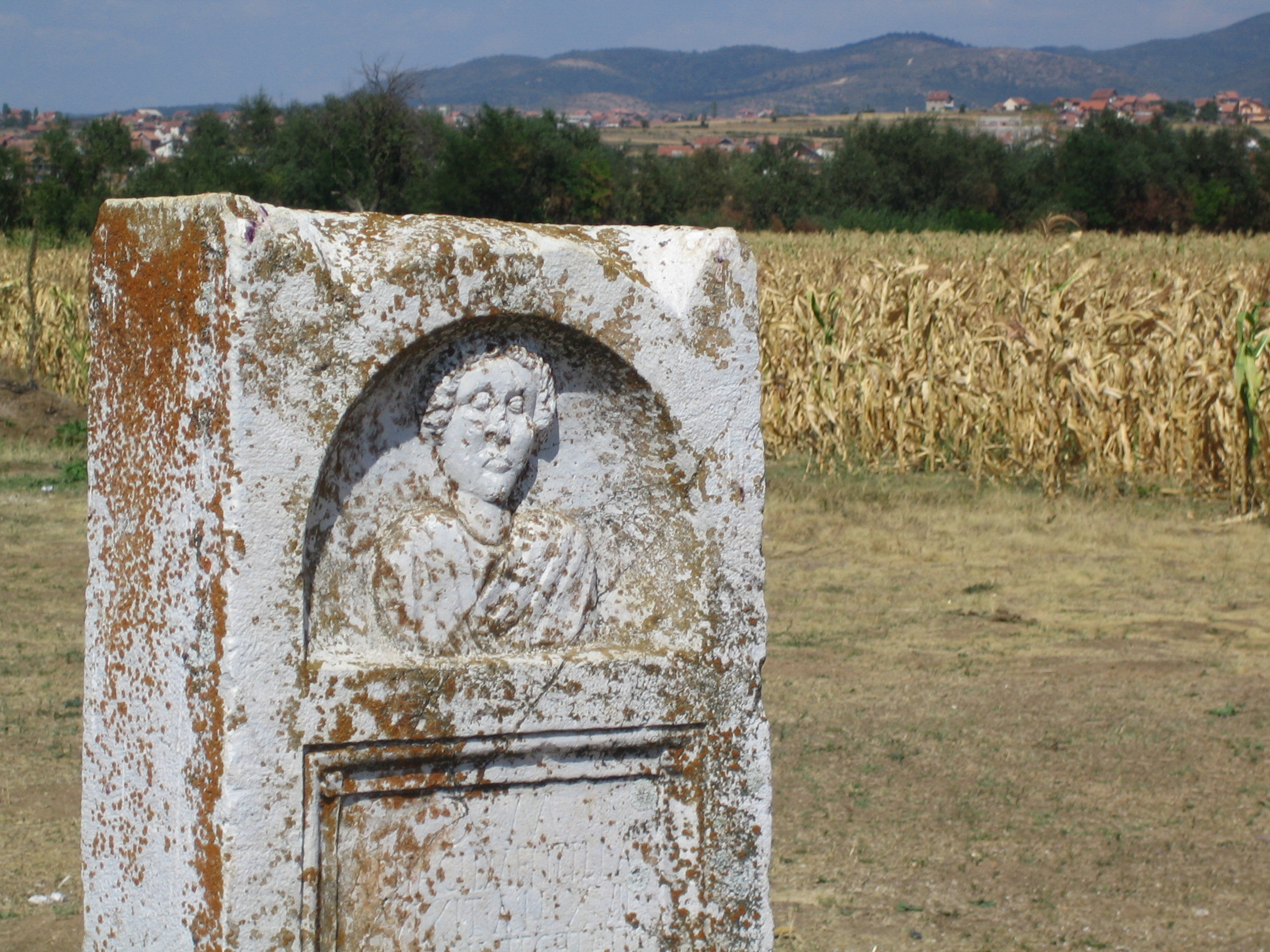
Ulpiana (stanowisko archeologiczne)

Lipljan (serb. – cyrylica Липљан, alb. Lipjan) – miasto i gmina w środkowym Kosowie (region Prisztina), liczy około 2 tys. mieszkańców (2006) . Burmistrzem miasta jest Imri Ahmeti (od 2013).

## Nazwa
Współczesna nazwa Lipljan (Lipjan) wywodzona jest od starożytnych Lypenion, Lypiana , jak również Ulpiana.

## Historia

### Ulpiana
Poprzedniczką współczesnej miejscowości Lipljan jest istniejąca w okresie od roku 30 p.n.e. do ok. 600 n.e. rzymska osada Ulpiana położona na szlakach komunikacyjnych łączących wybrzeże Adriatyku – miejscowość Lisse z terenami w dolinie rzeki Margus oraz nad Dunajem.
Nazwa Ulpiana wywodzić się ma od imienia cesarza rzymskiego - Marka Ulpiusza Trajana, który ustanowił municypium w ramach prowincji Mezja Górna. Wyjaśnienie nazwy zawarte zostało w traktacie Konstantyna VII Porfirogenety De administrando imperio (O zarządzaniu państwem), w którym stwierdza się też, że Justynian I Wielki (cesarz bizantyjski 527-565) przywrócił miasto-twierdzę Ulpiana dla zapobieżenia najazdom Słowian i Awarów na półwysep Bałkański. Chociaż twierdza została w pełni przywrócona (jako Iustiniana Secunda), wkrótce jednak Cesarstwo Bizantyńskie ostatecznie porzuciło ją pod presją ekspansji plemion słowiańskich i Awarów (około roku 582).
Siedziba biskupia od III wieku n.e., jeden z ośrodków administracyjnych rzymskiej prowincji Dardania.
Ulpiana położona była ok. 10 kilometrów na północ od obecnej lokalizacji Lipljan .

### Okres słowiański i bizantyński
Kolejna wzmianka pochodzi z Latopisu Popa Duklanina (Kronika popa Dukljanina i Barski rodoslov). W opracowaniu tym stwierdzono, iż państwo Raszka rozpościera się pomiędzy rzeką Driną w kierunku wschodnim aż do Lipljan i Lab.
Kolejna wzmianka dotyczy roku 1085, w którym miejscowość została przejęta od Bizancjum na rzecz Raszki przez króla Bodina i żupana Raszki Wukana. Miasto zostało wkrótce przywrócone władzy cesarzy bizantyjskich i pod ich panowaniem pozostało aż do czasu ponownego przejęcia przez Raszkę w czasach żupana Stefana Nemanji. Wspominają o tym mnich i święty Sawa Nemanicz z klasztoru Hilandar na Górze Athos oraz syn Stefana - Stefan Pierwszy Koronowany (wielki żupan Raszki i pierwszy król Serbii).
Następnie Lipljan stanowił żupę, która zajmowała Kosowe Pole między Sitnicą i Labem.
Lipljan pozostawał pod panowaniem władców serbskich aż do bitwy na Kosowym Polu (1389), kiedy miasto dostało się w ręce Turków.
Albańska tradycja głosi, że w Lipljan urodził się Lekë Dukagjini, piętnastowieczny albański książę i bohater narodowy Albanii.